# Nomenclatura di Titano
La nomenclatura di Titano è il sistema utilizzato per identificare le strutture sulla superficie di Titano. Come per gli altri corpi celesti, il compito di assegnare i nomi è stato affidato all'Unione Astronomica Internazionale fin dalla sua fondazione.
La tabella indica il tipo di nome assegnato per i vari tipi di strutture:
| Tipo di strutture                                          | Origine dei nomi loro assegnati                                                                                     |
| ---------------------------------------------------------- | --- |
| Terrae e caratteristiche di albedo                         | Posti sacri o incantati, paradisi o regni celesti da leggende, miti, storie e poemi dalle culture di tutto il mondo |
| Colles                                                     | Nomi dai personaggi della Terra di Mezzo, il luogo fantastico dei romanzi di J.R.R. Tolkien (1892-1973)             |
| Crateri                                                    | Divinità della saggezza                                                                                             |
| Facula e faculae                                           | Facula: Nomi di isole della Terra non indipendenti politicamente Faculae: Nomi di arcipelaghi                       |
| Fluctus                                                    | Divinità della bellezza                                                                                             |
| Flumina                                                    | Nomi di fiumi mitologici o inventati                                                                                |
| Freta                                                      | Nomi di personaggi dal Ciclo delle Fondazioni, serie di romanzi fantascientifici di Isaac Asimov (1920-1992)        |
| Insulae                                                    | Nomi di isole mitologiche o leggendarie                                                                             |
| Lacus e lacunae                                            | Laghi sulla Terra, preferibilmente se hanno una forma simile a quella del lacus e delle lacunae di Titano.          |
| Maria                                                      | Creature acquatiche dalla mitologia e dalla letteratura                                                             |
| Montes                                                     | Nomi di montagne dalla Terra di Mezzo, il luogo fantastico dei romanzi di J.R.R. Tolkien (1892-1973)                |
| Altre caratteristiche (Maculae, regiones, paterae e arcus) | Divinità di felicità, pace e armonia                                                                                |
| Planitiae e labyrinthi                                     | Nomi di pianeti dal Ciclo di Dune, serie di romanzi fantascientifici di Frank Herbert (1920-1986)                   |
| Sinus                                                      | Nomi da baie, fiordi e altre insenature terrestri                                                                   |
| Undae                                                      | Divinità del vento                                                                                                  |
| Virgae                                                     | Divinità della pioggia                                                                                              |